# Tháng 2 năm 2012
Tháng 2 năm 2012 bắt đầu vào thứ Tư và kết thúc sau 29 ngày vào thứ Tư.

## Chủ đề: Thời sự
| << Tháng 2 năm 2012 >> |    |    |    |    |    |    |
| CN                     | T2 | T3 | T4 | T5 | T6 | T7 |
|                        |    |    | 1  | 2  | 3  | 4  |
| 5                      | 6  | 7  | 8  | 9  | 10 | 11 |
| 12                     | 13 | 14 | 15 | 16 | 17 | 18 |
| 19                     | 20 | 21 | 22 | 23 | 24 | 25 |
| 26                     | 27 | 28 | 29 |    |    |    |
|                        |    |    |    |    |    |    |

| Giới thiệu trang này |

| Sự kiện đang tiếp diễn                                                     |
| -------------------------------------------------------------------------- |
| - Đại Suy thoái - Khủng hoảng nợ công châu Âu - Khủng hoảng kinh tế Hy Lạp |

| Mới mất |
| --- |
| Tháng 2 - 29: Davy Jones - 27: Tina Strobos - 25: Lynn Compton - 25: Erland Josephson - 24: Jan Berenstain - 24: Kenneth Price - 23: Bruce Surtees - 22: Dmitri Nabokov - 22: Frank Carson - 22: Marie Colvin - 22: Rémi Ochlik - 21: Pierre Juneau - 21: Colin Ireland - 20: Katie Hall - 20: Sullivan Walker - 19: Renato Dulbecco - 18: María Amalia Lacroze de Fortabat - 18: Cal Murphy - 18: George Brizan - 18: Rose Cliver - 17: Robert Carr - 17: Michael Davis - 16: Gary Carter - 16: Baddeley Devesi - 16: Anthony Shadid - 15: Charles Anthony - 15: James Whitaker - 14: Tonmi Lillman - 14: Dory Previn - 13: Lillian Bassman - 13: Freddie Solomon - 12: David Kelly - 11: Whitney Houston - 9: Jill Kinmont Boothe - 9: Fred Dickson - 9: Josh Gifford - 8: Luis Alberto Spinetta - 7: Harry Keough - 6: Janice E. Voss - 6: Antoni Tàpies - 4: Florence Green - 3: Steve Appleton - 3: Ben Gazzara - 3: Zalman King - 1: Don Cornelius - 1: Angelo Dundee - 1: Wisława Szymborska |

| Xung đột tiếp diễn |
| --- |
| - Chiến tranh chống khủng bố - Hải tặc Somalia - Xung đột Ả Rập-Israel - Yemen trấn áp al-Qaeda - Chiến tranh Afghanistan - Bạo loạn ở miền Nam Thái Lan - Tranh chấp chủ quyền Biển Đông - Xung đột biên giới Campuchia–Thái Lan - Chiến tranh ma túy Mexico - Xung đột nội bộ tại Peru |

| sửa thanh bên |
|               |